# Aeroportul Sachigo Lake
Aeroportul Sachigo Lake (IATA: ZPB, ICAO: CZPB) este un aeroport din Ontario, Canada. Aeroportul a fost tranzitat în 2020 de 2.085 de pasageri.
Situat la o altitudine de 267 m, aeroportul dispune de o singură pistă. Este operat de Government of Ontario⁠(d).